# 필립땃쥐
필립땃쥐(Congosorex phillipsorum)는 땃쥐과에 속하는 포유류의 일종이다. 탄자니아의 토착종이다.

## 특징
아주 작고 통통한 동물로 꼬리 길이 3.5~4cm를 제외한 몸길이가 6.8~7.6cm이다. 몸무게는 약 9g이다.